# Villebaudon
Villebaudon és un municipi francès situat al departament de la Manche i a la regió de Normandia. L'any 2007 tenia 282 habitants.

## Demografia

### Població
El 2007 la població de fet de Villebaudon era de 282 persones. Hi havia 128 famílies de les quals 52 eren unipersonals (24 homes vivint sols i 28 dones vivint soles), 36 parelles sense fills, 36 parelles amb fills i 4 famílies monoparentals amb fills.
La població ha evolucionat segons el següent gràfic:
Habitants censats

### Habitatges
El 2007 hi havia 157 habitatges, 134 eren l'habitatge principal de la família, 11 eren segones residències i 12 estaven desocupats. 152 eren cases i 5 eren apartaments. Dels 134 habitatges principals, 93 estaven ocupats pels seus propietaris i 41 estaven llogats i ocupats pels llogaters; 3 tenien dues cambres, 20 en tenien tres, 38 en tenien quatre i 73 en tenien cinc o més. 98 habitatges disposaven pel capbaix d'una plaça de pàrquing. A 81 habitatges hi havia un automòbil i a 32 n'hi havia dos o més.

### Piràmide de població
La piràmide de població per edats i sexe el 2009 era:
| Homes | Edats   | Dones |
| ----- | ------- | ----- |
| 0     | 95 o +  | 0     |
| 0     | 90 a 94 | 0     |
| 0     | 85 a 89 | 4     |
| 4     | 80 a 84 | 0     |
| 8     | 75 a 79 | 16    |
| 0     | 70 a 74 | 8     |
| 4     | 65 a 69 | 4     |
| 12    | 60 a 64 | 8     |
| 12    | 55 a 59 | 12    |
| 20    | 50 a 54 | 0     |
| 16    | 45 a 49 | 24    |
| 12    | 40 a 44 | 12    |
| 4     | 35 a 39 | 0     |
| 12    | 30 a 34 | 8     |
| 4     | 25 a 29 | 4     |
| 12    | 20 a 24 | 16    |
| 12    | 15 a 19 | 8     |
| 0     | 10 a 14 | 0     |
| 4     | 5 a 9   | 4     |
| 4     | 0 a 4   | 0     |

## Economia
El 2007 la població en edat de treballar era de 185 persones, 126 eren actives i 59 eren inactives. De les 126 persones actives 119 estaven ocupades (66 homes i 53 dones) i 7 estaven aturades (3 homes i 4 dones). De les 59 persones inactives 29 estaven jubilades, 8 estaven estudiant i 22 estaven classificades com a «altres inactius».

### Ingressos
El 2009 a Villebaudon hi havia 135 unitats fiscals que integraven 296 persones, la mediana anual d'ingressos fiscals per persona era de 13.540 €.

### Activitats econòmiques
Dels 17 establiments que hi havia el 2007, 1 era d'una empresa alimentària, 2 d'empreses de fabricació d'altres productes industrials, 1 d'una empresa de construcció, 6 d'empreses de comerç i reparació d'automòbils, 3 d'empreses d'hostatgeria i restauració, 1 d'una empresa immobiliària, 2 d'empreses de serveis i 1 d'una empresa classificada com a «altres activitats de serveis».
Dels 6 establiments de servei als particulars que hi havia el 2009, 1 era una funerària, 1 taller de reparació d'automòbils i de material agrícola, 1 fusteria, 1 perruqueria i 2 restaurants.
Dels 2 establiments comercials que hi havia el 2009, 1 era una botiga de menys de 120 m² i 1 una fleca.
L'any 2000 a Villebaudon hi havia 19 explotacions agrícoles que ocupaven un total de 742 hectàrees.

## Poblacions més properes
El següent diagrama mostra les poblacions més properes.